# Pseudonapomyza acanthacearum
Pseudonapomyza acanthacearum är en tvåvingeart som beskrevs av Spencer 1959. Pseudonapomyza acanthacearum ingår i släktet Pseudonapomyza och familjen minerarflugor. Inga underarter finns listade i Catalogue of Life.